# Länsväg 274
De Zweedse weg 274 (Zweeds: Länsväg 274) is een provinciale weg in de provincie Stockholms län in Zweden en is circa 39 kilometer lang. De weg verbindt verschillende eilanden ten oosten van Stockholm via bruggen en veerboten.

## Plaatsen langs de weg
- Rydbo
- Vaxholm
- Torsby
- Mörtnäs

## Knooppunten
- E18 en Länsväg 264 (begin)
- Länsväg 222 bij Mörtnäs (einde)